# Itabirito
Itabirito – miasto we wschodniej Brazylii, w stanie Minas Gerais, w paśmie górskim Serra do Espinhaço.
Liczba mieszkańców wynosi ok. 30 tys.
W mieście rozwinął się przemysł hutniczy.
W mieście ma siedzibę klub piłkarski Itabirito FC.